# دلارا دارابی
دلارا دارابی (۷ مهر ۱۳۶۵ – ۱۱ اردیبهشت ۱۳۸۸) دختری ایرانی بود که به جرم قتل عمد در زندان لاکان رشت اعدام شد. پذیرفته نشدن رد اتهامش و صدور حکم اعدام در سن ۱۷ سالگی، در تعارض با پیمان‌های بین‌المللی حفظ حقوق کودکان، و برپایی نمایشگاه نقاشی‌های وی در دوران زندان بسیار خبرساز بود. او پیش از زندان علاوه بر نقاشی شعر نیز می‌گفت و پیانو می‌نواخت.

## روند وقوع جرم و محاکمه
دلارا دارابی هنگام وقوع قتل ۱۷ سال داشت و دانش‌آموز پیش‌دانشگاهی بود. او اگرچه در آغاز همراه با پدرش خود را به پلیس معرفی کرد و اتهام قتل را در دادگاه نخست پذیرفت، اما دو هفته بعد آن را رد کرده و ادعا کرد که این قتل به‌وسیله دوست پسرش، امیرحسین صورت گرفته است. اما انکار او از سوی دادگاه پذیرفته نشد و دارابی به اعدام محکوم شد.
وی در توجیه پذیرفتن اتهام قتل در دادگاه اولیه اعلام کرد که به دلیل اینکه دوست پسرش در آن هنگام ۲۰ سال داشته و با توجه به اینکه خود وی در آن زمان زیر سن قانونی بوده است و با یقین به اینکه دادگاه بر اساس حقوق کودک نمی‌تواند برای او حکم اعدام صادر کند، قتل دختر عموی پدر خود را با درخواست دوستش به گردن گرفته تا وی را از محکومیت به اعدام رهایی دهد با این خیال که خود نیز بعداً آزاد می‌شود. امیرحسین نیز که تا آن هنگام در برابر حکم دل‌آرا سکوت کرده بود به جرم مشارکت در قتل به ۱۰ سال زندان محکوم شد.
وکیل او عبدالصمد خرمشاهی بر اساس این که دل‌آرا چپ‌دست است و نمی‌توانسته است به آن شکل به بدن مقتول ضربه وارد کند، ادعای دل‌آرا را درست می‌داند. همچنین او بارها تأکید کرده‌است که متهم فاقد چنین قدرت بدنی است. علاوه بر این مدافعان دلارا اظهار کرده‌اند که در پرونده دل‌آرا نکات مبهم فراوان وجود دارد و حتی چاقویی که مقتول با آن کشته شده انگشت‌نگاری نشده است.

## نمایشگاه نقاشی
به اعتقاد برخی از کارشناسان از جمله مسئول نگارخانه گلستان، نقاشی‌های دل‌آرا دارابی جدا از وضعیت خود وی، قابل تأمل و خلاقانه هستند و قدرت او را در به تصویر کشیدن ترس‌ها و دغدغه‌های ذهنی‌اش نشان می‌دهند. رنگ‌های تیره، خطوط خشن و شب از جمله موضوعات رایج در نقاشی‌های دلارا دارابی هستند. در نقاشی‌های دارابی، رنگ‌های تیره، خطوط خشن و چهره‌های درهم پیچیده فریاد را تداعی می‌کنند و با کارهای پیش از زندان وی تفاوت زیادی از نظر رنگ و فضا دارد و تأثیر عمیق زندان را بر او نشان می‌دهند. چهره‌های درهم پیچیده، نبرد دو گاو وحشی و سیاه و سیاه‌قلم از زندانیانی نشسته در گوشه زندان از موضوعات کارهای او است. برخی از طرح‌ها نیز به دلیل نداشتن قلم‌مو با انگشت و ناخن و اندکی رنگ سیاه کشیده شده‌اند. نخستین نمایشگاه کارهای او در اواخر مهرماه سال ۱۳۸۵ با نام «زندانی رنگ‌ها» به همت آسیه امینی به مدت یک هفته در نگارخانه گلستان، واقع در دروس تهران برپا شد.
همچنین نمایشگاهی از آثار دلارا دارابی توسط کمیته بین‌المللی علیه اعدام به ابتکار مینا احدی در آلمان در دانشگاه فنی برلین برگزار شد. نمایشگاه نقاشی آثار دلارا دارابی باعث جلب توجه سازمان‌های حقوق بشری به پرونده اعدام وی شد.

## اعدام
دارابی مدت‌ها در شمال ایران در انتظار اجرای حکم اعدام خود به سر می‌برد. حکم اعدام وی در ۱۷ سالگی به اتهام قتل ابتدا در شعبه ۱۰۷ دادگاه ویژه اطفال رشت صادر و توسط شعبه ۳۳ دیوان عالی کشور به اعدام تأیید شده بود. فعالان مدنی بسیاری تلاش کردند از اعدام او جلوگیری کنند اما سرانجام در سحرگاه جمعه ۱۱ اردیبهشت ۱۳۸۸ بدون اطلاع وکیل‌هایش اعدام شد. مطابق گفته کسانی که زمان اجرای حکم در آنجا بودند، دل‌آرا از تنها ولی دمی که در آنجا بود می‌خواست حکم را اجرا نکند اما فرزند مقتول با بیان این جمله که خون را با خون می‌شوییم، طناب را به گردن دل‌آرا انداخت و او را قصاص کرد.
خانواده مقتول (هادی، هایده و هاله امیر افتخاری فرزندان مهین دارابی) پیش از این اعلام کرده بودند در صورتی رضایت خواهند داد که دل‌آرا از آن‌ها بابت قتل مادرشان «عذرخواهی» کند. وکیل دوم دل‌آرا، محمد مصطفایی عنوان کرد
«اولیای دم به وعده‌های خود برای دادن رضایت و صرفنظر کردن از قصاص دل‌آرا عمل نکردند در حالی که هر دو شرط آنها مبنی بر گل‌باران کردن مزار مقتول از سوی خانواده دل‌آرا و عزل آقای خرمشاهی از وکالت این پرونده، عملی شده بود».
آنها مدتی قبل از اعدام، در نامه‌ای سر گشاده دلیل عدم گذشت خود را رفتار دل‌آرا، پدرش و وکیلش مطرح کرده، و گفتند:
«مصاحبه‌های خانواده دل‌آرا و وکیل متهم را در چند سال اخیر از دیدگاه مقتول و خانواده داغ‌دیده‌اش مرور کنید و بنگرید چقدر آزاردهنده و متکبرانه‌است که ناشی از پشتیبانی نابجای شما و مخصوصاً رسانه‌های برون‌مرزی است که از هر چیزی برای ساز مخالفت زدن پیراهن عثمان درست می‌کنند.»

آخرین مکالمه تلفنی دارابی و مادرش پیش از اعدام به وسیلهٔ مأمورین با این جملات قطع شد:
«دخترتان را اعدام می‌کنیم و شما هیچ کاری نمی‌توانید بکنید.»

## واکنش‌ها به اعدام وی
وکیل دوم دل‌آرا، محمد مصطفایی روند اجرای حکم وی را غیرقانونی دانست و گفت: «بر اساس قانون باید اجرای حکم به وکیل دل‌آرا ابلاغ می‌شد و حتی اگر وی وکیل خود را عزل کرده‌ است، باید این عزل به آقای خرمشاهی اعلام شده و به محکوم فرصتی برای اختیار وکیل داده می‌شد.» او علت اجرای ناگهانی حکم اعدام را «غرض‌ورزی اداره اجرای احکام رشت و خانواده مقتول» دانسته و گفت: «اگر قانون در کشور ما حکومت می‌کرد، این حکم به این صورت اجرا نمی‌شد و اصلاً حکم اعدام برای دل‌آرا صادر نمی‌شد.»
عفو بین‌الملل با صدور بیانیه‌ای در ۱ مه ۲۰۰۹، اعدام دارابی را مغایر معیارها و موازین بین‌المللی دانست. اعدام او از موارد عدم تعهد دولت ایران به «پیمان‌نامه حقوق کودک» است که نباید افراد زیر ۱۸ سال را مانند بزرگسالان مجازات کرد. در این پیمان‌نامه که ایران هم آن را امضا کرده است اعدام «متهمان و مجرمان زیر ۱۸ سال» منع شده است.
جمهوری چک، رئیس دوره‌ای اتحادیه اروپا، اجرای حکم اعدام دل‌آرا دارابی را به شدت محکوم کرد.
شاهین نجفی نیز در یکی از ترانه‌هایش به نام «حسن من» از وی نام برد.

## ادعای بی‌گناهی دل‌آرا
در نوروز ۱۳۹۰ محمد مصطفایی وکیل دل‌آرام و سخنگوی خانه حقوق بشر، از خودکشی قاتل اصلی پرونده دل‌آرا خبر داد. او چنین گفت که امیر حسین قاتل اصلی پرونده بارها پیش از اعدام دل‌آرا به دادستان رشت نامه نوشته بود. امیرحسین خود را قاتل پرونده اعلام کرده بود و دل‌آرا را بی‌گناه دانسته بود. مصطفایی چنین ادعا کرده بود که امیر حسین بارها توسط مقامات قضایی تهدید شده بود.